# Stazione di Castellaneta
La stazione di Castellaneta è una fermata ferroviaria posta sulla linea Bari-Taranto, di proprietà di Rete Ferroviaria Italiana, a servizio dell'omonimo comune.

## Storia
La nuova fermata/stazione di Castellaneta venne costruita in concomitanza ai lavori di raddoppio ferroviario in variante di tracciato fra la stazione di Gioia del Colle e la progressiva chilometrica 75+096 (poco dopo il viadotto Santa Lucia sulla Gravina Grande).
Quest’ultima, venne attivata il 14 settembre 1997 insieme al nuovo tracciato a doppio binario, venendo realizzata su un lotto prevalentemente pianeggiante in località Fontanelle, appena dopo l’uscita dalla galleria San Francesco, e sostituì definitivamente le fermate di Castellaneta Città e Castellaneta Campagna poste sul vecchio tracciato a binario unico dismesso, in prossimità del centro del paese. Negli anni a causa della sua lontananza dal centro abitato, la nuova stazione è stata oggetto di diverse soluzioni per cercare di renderla il più funzionale possibile. Dapprima, per conto del comune, è stato istituito un servizio navetta per poter permettere ai viaggiatori il raggiungimento dell’abitato; mentre interventi attualmente recenti hanno portato, grazie a finanziamenti ottenuti sempre dal comune, per conto dei futuri "Giochi del Mediterraneo 2026" (della quale Castellaneta ne farà parte) l’ammodernamento di una parte del Fabbricato Viaggiatori, che viene dotato nel 2024 di Velostazione con prossima realizzazione di annessa pista ciclabile che consentirà il collegamento al paese. Sempre in tempi odierni RFI si è impegnata ad effettuare lavori straordinari che riguardano il rifacimento esterno ed interno della restante parte del Fabbricato Viaggiatori, del sottopasso (che conduce al secondo binario in direzione Bari), il rinnovamento dell’illuminazione, e delle segnaletiche visive e interattive in tutta la stazione; con lavorazioni che si concluderanno entro il 2025.
Il vecchio tracciato
Il primo tronco ferroviario a singolo binario che permise di collegare la stazione di Gioia del Colle (già a sua volta collegata dal 1865 con Bari) al versante tarantino, fu attivato nel 1868. Quest’ultimo sia in trincea che in rilevato, attraversava l’entroterra pugliese incontrando in ordine verso Taranto, la fermata di Coratini in aperta campagna, successivamente quella di Mottola-San Basilio (destinata anche a Posto di movimento), e poi quella di Castellaneta, ma non prima che il tracciato avesse attraversato il ponte in muratura a sette arcate in zona Renella e la successiva "galleria di San Rocco" (lunga circa 170 m) nei pressi di contrada Zirifico. Inizialmente la primissima stazione del paese era sita poco fuori il centro abitato e prendeva il nome di stazione di Castellaneta campagna. Essa comprendeva un Fabbricato Viaggiatori a due piani, nella quale erano situati gli uffici per la direzione del traffico su rotaia, il capostazione che assicurava le precedenze sui binari di attesa, e i manovratori. La stazione, sino ai tempi della dismissione della tratta a singolo binario, garantiva anche la sosta su binari di parcheggio posti adiacenti, di mezzi meccanici, atti alla manutenzione regolare della stazione stessa e della tratta. Tuttavia la lontananza di quest'ultima dal centro cittadino creò non pochi disagi ai residenti per poterla raggiungere, fu così che poi nel 1934 venne istituita la fermata di Castellaneta Città, lì dove vi era il passaggio a livello che tagliava il corso centrale del paese. 
Per consentire poi la discesa verso Taranto, il tracciato superava l’abitato e a causa della conformazione collinare della zona proseguiva con un ulteriore galleria denominata "galleria Santa Caterina" (lunga circa 400 m) e con un tornante, che permetteva di smorzare la pendenza. Il percorso poi continuava ancora impervio incontrando numerose curve e due importanti gravine: la "Gravina di Santo Stefano" e la "Gravina di Santa Lucia", detta anche "Gravina Grande"; che vennero entrambe scavalcate da due grandi e complessi viadotti in ferro realizzati dall’ingegnere Alfredo Cottrau, noto per il grande estro nella realizzazione di opere civili in ferro, ma anche per aver realizzato il ponte girevole di Taranto. 
In seguito per garantire il passaggio di locomotive più importanti che col tempo aumentavano la loro mole di peso, ma anche per compensarne il grande utilizzo da parte dello stato durante il periodo bellico, i viadotti in ferro sulle gravine vennero smantellati dopo essere stati sostituiti nel 1930 da due nuovi e altrettanto imponenti viadotti in muratura, rispettivamente a 6, e a 7 arcate a tutto sesto, che vennero costruiti di fianco a quelli ferrosi già esistenti, deviando poi di poco il tracciato. Quest’ultimo poi finiva la discesa verso Taranto passando per i comuni di Palagianello (dove incontrava un'altra gravina e dove attraversava l’attuale piazza centrale dove un tempo vi era la stazione), Palagiano-Mottola, Massafra e infine Taranto.
Nel corso della sua vita dal 1868 sino alla sua dismissione alla fine degli anni ’90, la tratta ferroviaria subì diverse modifiche. Su buona parte del tracciato in questione vennero sostituite col tempo le rotaie e le ormai ottocentesche traverse in legno, con delle più moderne in cemento, con annessa sostituzione della massicciata; mentre interventi più importanti videro negli anni 80’ l’arrivo su tutta la tratta dell’elettrificazione in corrente continua a 3 kV, compresa di nuova segnaletica e nuovi deviatoi ad azionamento elettromeccanico; così come l’arrivo di nuovi sistemi di comunicazione treno-stazione, ma anche l’automatismo dei nuovi passaggi a livello, che eliminò quasi completamente la mansione del casellante sulla tratta.
Con l’attivazione nel 97’ del nuovo tracciato a doppio binario la vecchia tratta venne dismessa, e nel corso degli anni la maggior parte delle strutture immerse nel verde vennero abbandonate, tra cui alcune stazioni sopra citate, compresa quella di Castellaneta campagna, che venne poi demolita agli inizi degli anni 2000, a differenza di quella di Castellaneta Città che venne poi ceduta a terzi diventando ad uso privato, ma tuttora ancora riconoscibile.
Per quanto riguarda la rete ferrata, quest’ultima (a differenza dell’elettrificazione che venne rimossa quasi subito) non venne mai eliminata completamente, e le rotaie così come le palificazioni continuano attualmente ad essere ancora presenti in alcuni punti, immerse e divorate dal verde circostante. Solo nel 2010 la provincia di Taranto tramite la regione Puglia, e in accordo con i comuni di Castellaneta, Palagianello e Mottola, chiese la concessione a RFI di alcuni chilometri della tratta dismessa per la realizzazione di una pista ciclopedonale; difatti grazie al nuovo raddoppio tra Castellaneta e Bellavista attivato nel 2008, fu possibile utilizzare per il progetto anche il vecchio tracciato a binario unico di Palagianello. Fu così dunque che nel 2011 l’area in oggetto venne cantierizzata, rimossa la rete ferrata e la palificazione, e nel 2012 inaugurata una prima parte di pista lunga 4,5 km che consentiva di collegare la città (dal ponte di pietra Santa Lucia sulla Gravina grande) con la vicina Palagianello. Solo nel 2022 l’opera venne semi-completata dal Comune di Castellaneta, che continuò la rimozione dei binari sull’ex tracciato del proprio territorio, facendo poi proseguire a nord il collegamento del paese sino ai confini del Comune di Mottola in direzione Bari (confini che terminano proprio sul ponte di pietra in zona Renella), dove poi poco più avanti ricomincia la presenza del vecchio binario. Oltre agli svariati chilometri di ex tracciato che da San-Basilio conducono poi a Gioia del Colle, solo una piccola parte del percorso che dalla ex stazione di Castellaneta campagna arriva al ponte Santo Stefano attualmente non è stato ancora recuperato; principalmente a causa di alcuni metri di tratta a rischio idrogeologico (compresa la "galleria di Santa Caterina"), che necessiterebbero di interventi più radicali. In linea generale è stato dunque possibile unificare tutto il percorso ciclopedonale che dal confine di Mottola attraversa Castellaneta e Palagianello estendendosi per un totale di circa 13 km. Ad oggi quindi grazie a questa iniziativa è stato possibile riqualificare il vecchio tracciato ferroviario e la suggestività del paesaggio che lo circonda, nonché valorizzare le opere che lo compongono, come le gallerie, i ponti di pietra, gli ex caselli e le antiche garitte ferroviarie poste in alcuni punti del percorso.
Il nuovo tracciato a doppio binario
La progettazione del raddoppio ferroviario che vide interessato il territorio di Castellaneta rientrò in una serie di investimenti da parte di FS atti al potenziamento della linea Bari-Taranto, tramite molteplici adeguamenti che portarono alla dotazione del doppio binario, nonché all’aumento della velocità commerciale (da 80 km/h max del vecchio tracciato a circa 150 km/h dell’attuale nuovo), favorendo così l’accrescimento del traffico su rotaia.
Le progettazioni di raddoppio sulla linea, che videro interessata dapprima la tratta fra Bitetto e Acquaviva delle Fonti, incominciarono alla fine degli anni ’70. Sulla tratta Gioia del Colle-Castellaneta gli espropri e le prime lavorazioni invece ebbero inizio alla metà degli anni ‘80, per poi concludersi nel settembre 1997 con l’attivazione della nuova tratta a doppio binario, l’inaugurazione della stazione/posto di movimento di Grottalupara e la messa in esercizio della nuova stazione di Castellaneta. Inizialmente a causa di notevoli vincoli territoriali, pubblici, paesaggistici, privati ecc. l’ipotesi del raddoppio sul tracciato già esistente fu da escludere; risultava dunque più conveniente studiare il tracciato a doppio binario su nuove aree di più facile intervento. Essendo stato quindi costruito in variante di tracciato sfruttando un nuovo percorso assai più complesso rispetto al tracciato a binario unico già esistente, la progettazione del raddoppio implicò la costruzione di grandi opere di ingegneria civile, necessarie per adattare la nuova tratta alla geografia e alla conformazione anche carsica del territorio. La realizzazione di essa infatti ha portato la costruzione di buona parte della rete ferrata in rilevato, parte in trincea e parte di essa anche interrata, sfruttando 4 tunnel che insistono dal territorio di Gioia del Colle sino a quello di Castellaneta. In ordine verso Taranto si trova la prima galleria che prende il nome di “Galleria Santa Croce”, (lunga 970 m + 3,424 m) e che attraversa il confine fra Gioia e Castellaneta; successivamente si incontra la “Galleria Madonna del Carmine” (lunga 4,036 m), che attraversa inferiormente il monastero Santa Chiara e la zona da cui prende il nome; e poi l’ultima “Galleria San Francesco” (lunga 1,068 m) che prende il nome dal quartiere ovest della città, dove si trova l’omonimo convento. Numerosi erano anche gli avvallamenti che il tracciato doveva attraversare: parte di questo venne posto sopraelevato tramite dei viadotti piuttosto importanti nella loro caratteristica. Il primo tra questi si estende per circa 1,5 km tra le due gallerie Santa Croce e Madonna del Carmine, subito dopo la stazione/P.M. di Grottalupara; mentre un successivo viadotto è interposto ancora fra la galleria Madonna d.C. e San Francesco (nelle immediate vicinanze del ponte di Santo Stefano del vecchio tracciato) ed è lungo appena 500 m. Dopo aver attraversato la nuova fermata di Castellaneta e il tunnel San Francesco, col portale sud di quest’ultimo visibile a poche centinaia di metri dalla stazione, il percorso a doppio binario sormontava due Gravine. La prima, meno profonda, che prende il nome di "Gravina di Coriglione" venne scavalcata da un viadotto ad impalcati in cls lungo circa 250 m. La seconda invece, più profonda ed importante "Gravina di Santa Lucia", chiamata anche Gravina Grande, venne attraversata da un altrettanto imponente viadotto. Quest’ultimo venne realizzato poco al di fianco del ponte in pietra appartenente al tracciato a binario unico, e venne interamente costruito in calcestruzzo armato, con una grande arcata ribassata a campata unica con luce di 165 m che attraversava e si ancorava alle due spalle opposte della Gravina; era poi compito dei 13 piloni sorreggere gli impalcati costituiti da travi in cls precompresso. Lungo circa 350 m e alto 75 m nel suo punto massimo, quest’ultimo rappresenta una delle costruzioni di più importante pregio ingegneristico sull’attuale linea a doppio binario. 
Appena superato il viadotto di Santa Lucia appena citato, il raddoppio finiva; e il doppio binario si innestava sul vecchio tracciato a binario unico già esistente, che poi proseguiva nell’entroterra verso Palagianello attraversando l’attuale piazza centrale, dove un tempo vi era la stazione ferroviaria del paese. I lavori di raddoppio continuarono ancora in variante di tracciato nel 2005 fino a Bellavista (Taranto); con la costruzione di un lungo viadotto di circa 2,5 km che poneva sopraelevato il doppio binario, e che dopo il ponte Santa Lucia di Castellaneta proseguiva attraversando tutto il territorio di Palagianello, incontrando la nuova stazione del paese, e abbandonando così definitivamente, dopo l’attivazione nel 2008, il primissimo tracciato a binario unico passante dal centro città. Infine il doppio binario proseguiva nell’entroterra e concludeva verso Taranto passando per le stazioni di Palagiano-Mottola (inattiva), Massafra e Bellavista, arrivando poco dopo alla stazione dell’omonima provincia. Negli anni costantemente manutenuta e regolarizzata seguendo gli standard più attuali disposti da RFI, che ne detiene la proprietà anche delle opere civili annesse, al giorno d’oggi è questa la tratta in uso per il collegamento delle due città di Bari e Taranto.

## Movimento
Facendo parte del tronco ferroviario Bari-Taranto, nella stazione vi transitano tutte le tipologie di treni: merci, InterCity, alta velocità (le cosiddette "frecce") ecc. tuttavia la stazione è attualmente servita solo da treni regionali, che vi effettuano regolarmente fermata.